# RD-0109
L'RD-0109 è un motore a razzo a propellente liquido progettato e costruito per essere utilizzato nel secondo stadio dei vettori Vostok e venne impiegato per portare in orbita Yuri Gagarin. Questo motore ha avuto una lunga vita operativa, essendo utilizzato la prima volta nel 22 dicembre del 1960 e completando il suo ultimo volo il 29 agosto del 1991. È un'evoluzione del motore a razzo RD-0105.

## Sviluppo
Dopo il successo ottenuto con lo Sputnik 1, Korolëv spedì una serie di lettere al Partito Comunista dell'Unione Sovietica proponendo un piano audace per inviare sonde spaziali robotiche su Marte e Venere. Nell'ambito di tale progetto, era necessario sviluppare un quarto stadio per migliorare la capacità di inviare carichi utili del razzo R-7 e consentire alle sonde di giungere sui pianeti predestinati. Questo nuovo quarto stadio venne ribattezzato Block-E e il suo sviluppo iniziò nel 1958
.
L'OKB-1, cioè Ufficio di progettazione sperimentale di Korolëv, iniziò la realizzazione di due prototipi diversi per il motore. Uno basato sul motore RD-0105 progettato da Semyon A. Kosberg e denominato 8K72, ed uno basato sul motore RD-109 progettato da Valentin Petrovič Gluško e denominato 8K73. A causa di complicazioni nello sviluppo di questo secondo modello, venne alla fine scelto l'8K72.
L'ordine di sviluppo fu impartito il 20 febbraio del 1958 e furono necessari nove mesi per sviluppare il propulsore, che venne completato anche utilizzando pezzi presi dal motore RD-0102. Il motore venne testato con 58 prove statiche, realizzate su 27 esemplari differenti.
Tra il 1959-1960 il motore venne modificato per migliorare l'affidabilità per il volo con equipaggio. Inoltre, la spinta venne aumentata del 2%, grazie al miglioramento degli iniettori del carburante e si realizzò anche un miglioramento costruttivo (attribuito a Kosbergs) che divenne in seguito un punto fermo nella realizzazione di motori per razzo sovietici (e in seguito russi): si utilizzò del metallo ondulato per le camicie di raffreddamento, con la parte inferiore dell'ugello scoperto, per risparmiare peso. Ciò permise una riduzione del 9,3% della massa complessiva aumentando, di conseguenza, la spinta totale.
Questa nuova versione venne ribattezzata RD-0109 ed entrò in servizio il 22 Dicembre 1960, per il lancio della navicella spaziale Vostok.
In seguito, l'RD-0109, divenne la base per lo sviluppo del motore a razzo L75, dell'Agenzia spaziale brasiliana
.

## Storia ed utilizzo
Mentre per i primi lanci dei satelliti Sputnik erano sufficienti vettori a due stadi, per raggiungere la velocità di fuga richiesta dal Programma Luna era necessario sviluppare missili a tre stadi. Il compito fu affidato all'OKB-154 che in nove mesi sviluppò il propulsore RD-0105.
Il primo volo del vettore Luna 8K72, che includeva il nuovo propulsore RD-0105 avvenne il 23 settembre del 1958 e doveva lanciare verso la Luna la sonda Luna 1958A, ma la missione fallì 93 secondi dopo il lancio quando il razzo andò distrutto a causa di vibrazioni longitudinali. La stessa sorte toccò al secondo lancio del programma Luna, causando la perdita della sonda Luna 1958B dopo 104 secondi di volo, a causa dei medesimi problemi del razzo vettore. Anche il terzo tentativo fallì, causando la perdita della sonda Luna 1958C, per un problema al primo stadio del missile.
Solo al quarto tentativo, il 2 gennaio 1959, i sistemi propulsivi funzionarono alla perfezione permettendo con successo il lancio della sonda Luna 1. Storicamente, fu anche la prima accensione di un motore nello spazio profondo, il primo veicolo spaziale a raggiungere la velocità di fuga e, dato che la sonda mancò la Luna, divenne il primo oggetto di fattura umana ad entrare in orbita eliocentrica.
Il 4 settembre del 1959 Luna 2 raggiunse con successo il nostro satellite, divenendo il primo oggetto umano ad atterrare su un altro corpo celeste.
Il 19 agosto del 1960 Korabl-Sputnik 2 fu il primo satellite artificiale a riportare a terra animali in vita dopo essere stati in orbita.
Il 22 dicembre del 1960 l'RD-0109 compì il suo primo volo, però il generatore di gas del terzo stadio subì un guasto e il propulsore non venne neanche testato. Migliore esito ebbe il secondo utilizzo dell'RD-0109, che permise l'immissione in orbita con successo dello Sputnik 9.
Il 12 aprile del 1961 l'RD-0109 fu utilizzato con successo nello storico volo di Yuri Gagarin, il primo uomo nello spazio.
Il 16 giugno del 1963 l'RD-0109 permise di completare con successo la missione di Valentina Vladimirovna Tereškova, la prima donna in orbita attorno alla Terra.